# Жёлчев
Жёлчев (укр. Жовчів) — село в Рогатинской городской общине Ивано-Франковского района Ивано-Франковской области Украины.
Население по переписи 2001 года составляло 713 человек. Занимает площадь 6,137 км². Почтовый индекс — 77045. Телефонный код — 03435.

## История
В 1961 Президиум ВС УССР переименовал село Жёлчев на село Калиновка. В 1993 г. селу возвращено историческое название.